# 王振擅政
王振擅政，史称王振用事、王振专权，是指明朝正统年间（1436年-1449年）宦官王振专权的时期与一系列事件。它使得仁宣之治在明英宗时期没有得到延续，而且明英宗在王振的怂恿下，亲征瓦剌，并在土木堡之变中被俘。
王振专权是明朝第一次内官摄政，对明朝历史有着深远的影响。明朝中叶的汪直擅政、明朝末年魏忠贤擅政中，朝廷外臣与内臣相互勾结，至使朝纲败坏，官员陷入党争，其影响甚至延至清朝初期。惟明代史料多半在清文字獄最盛之時完成，史識客觀性有一定的偏差。

## 过程

### 最初嘗試

#### 宣德十年
宣德十年（1435年）正月，明宣宗驾崩于乾清宮。当时皇太子方才九岁，即皇帝位，为明英宗，改明年年号为正统。同年秋，命司禮監太監王振偕文武大臣在將臺閱武，紀廣第一，王振遂矯旨以隆慶右衛指揮僉事紀廣為都督僉事。紀廣此前投王振门下，此事为宦官专政之始。但明英宗此時尚未親政，未有發布上諭的權力，同年八月後王振方入掌司禮監，秋七月即使可以掌管皇帝文書，沒有輔政大臣的奏章及票擬，太監也無從批示，甚至英宗當時都沒有此權力。
太皇太后張氏嘗御便殿，召英國公張輔，大學士楊士奇、楊榮、楊溥（三杨），尚書胡濙入朝。年幼的英宗在東侧站立，太皇太后对英宗曰：「此五人，先朝所簡貽皇帝者，有行必與之計。非五人贊成，不可行也。」英宗接受此命。随后，宣太監王振进入。王振俯伏，太皇太后顿时改变顏色，称：「你侍奉皇帝起居多不律，现在应当賜你死。」女官遂拿起刀刃架到王振頸处。英宗跪下為之求請，諸大臣皆跪下。太皇太后说：「皇帝年少，怎么知道此輩会禍人家國。我看到皇帝与諸大臣都为王振求情，此後不可令你干涉國事。」

#### 正统元年
正统元年（1436年）十月，英宗在將臺閱武，命諸將騎射，以三矢為准。受命者萬騎，惟駙馬都尉井源彎弓躍馬，三發三中。英宗大喜，撤上尊賜给他。觀者皆曰：「往年王太監閱武，紀廣驟升。今天子自來，顧一杯酒耶？」然而竟没有特殊提升。此段亦可疑，所謂往年必經三年以上，而王振在前一年閱武後一個月才進司禮監，何來往年之說？加上大臣們不可能說此大不敬的言語，以及同資料前後矛盾，前一年記載王振與英宗同往。

#### 正统四年
正统四年（1439年）十月，福建按察僉事廖謨杖死驛丞，被打死的驛丞是楊溥鄉里，僉事廖謨又是杨士奇的鄉里。楊溥怨恨廖謨，论其为死罪。而杨士奇却欲将其判为因公殺人。爭議不決，請裁太后。王振称：“人皆挾鄉故，抵命太重，因公太輕，宜對品降調。”太后听从了，于是降廖謨为同知。王振既然言有所称，自然开始渐渐干涉朝政。但此時應為太皇太后聽政，請裁太后之說太過離奇，藉此說汙衊二楊及太后的可能性極大。

#### 正统五年
正统五年（1440年）二月，英宗命侍講學士馬愉、侍講曹鼐並入內閣，参与機務。当时，王振对杨士奇说：“朝廷大事仰赖你们三位老先生。然而三公已经年老倦勤了，以后当如何？”杨士奇称：“老臣當盡瘁報國，死而後已。”杨荣则说：“先生安得為此言。吾輩老，無能效力，當以人事君耳。”王振听后大喜。几天后，就推荐曹鼐、苗衷、陳循、高穀等，遂次第擢用。杨士奇因此责怪杨荣，杨荣说：“他（王振）讨厌我们这些人，我们即使自立，他又岂能容下我们？一旦朝廷内有出片紙，命某某入内阁，我们就束手无策啊。现在这四个人竟然是我们的人，又有什么伤害的？”杨士奇表示赞同。

#### 正统六年
正统六年（1441年）四月，王振矫诏以工部郎中王佑為工部右侍郎。王振弄权后，王佑以谄媚得到提升，与兵部侍郎徐晞極意逢迎。王佑貌美而没有胡须，善于谄媚，有次王振问道：“王侍郎为何没有胡须？”其对答道：“老爺所無，兒安敢有。”听闻的人都鄙视他。
同年五月，兵科給事中王永和弹劾掌錦衣衛事指揮馬順怙寵驕恣，欺罔不法。没有得到批复，马順是王振黨羽。
同年八月，召山東提學僉事薛瑄為大理寺左少卿。最初，王振問楊士奇：“我同鄉中有誰可以大用？”楊士奇舉薦薛瑄，於是得到召見。薛瑄在抵達北京后，不拜見王振。王振跑到內閣中，問：「何不見薛少卿？」二楊為謝。王振知道李賢素與薛瑄，召至內閣下，令轉達自己意思，且說王振經常問道。李賢在朝房與薛瑄見面，薛瑄说：「厚德亦為是言乎？拜爵公朝，謝恩私室，吾不為也。」久之王振知其意，不再追问。某日，東閣會議，公卿見王振皆拜，一人獨立。王振知其是薛瑄。于是先揖礼，且告罪。然而自此王振更恨薛瑄了。
同年十月，三殿工成，宴请百官。按照過往規矩，宦官雖寵，不得參與英宗庭宴。當日，英宗使人視看王振在做什麽。王振大怒道：「周公輔成王，我獨不可一坐乎！」英宗知道后，為之蹙然，於是命東華門開中門，聽由王振出入。王振抵達后问緣故，其稱「詔命也。」抵達門外，百官皆望風拜見，王振大悅。
此後捆械戶部尚書劉中敷，侍郎吳璽、陳瑺於長安門。當時京城乏草，御用牛馬欲分給牧民間。言官劾其紊制，王振命逮捕。閱十六日后得釋，以侍郎王佐署部事。

### 開始擅政

#### 正统七年
正统七年（1442年）十月，太皇太后張氏去世。最初，宣宗去世时，英宗仍然年幼，凡事均由太皇太后批准后而行。且她委用三杨，朝廷政事歸內閣處理。每過幾天，太皇太后必派中官進入內閣，詢問事情實行情況。如果王振自己做决断而不交給內閣商議，太皇太后必定立即召王振責怪。太皇太后去世后，王振更肆無忌憚了。
王振同年盜走明太祖的禁內臣碑。洪武年間，明太祖鑒于前朝宦官干政之失，設置鐵碑高三尺，上鑄「內臣不得干預政事」八字，在宮門內。宣德年間尚且保留，在王振時，已經被革去。
同年十二月，太監王振矯旨以徐晞為兵部尚書。當時王振權力日益增大，徐晞獻諂獲得提升。於是府、部、院諸大臣及百執事，在外官員，俱攜帶黃金進見。每次當朝覲日，進見者以百金為基礎，獻千金者始得醉飽而出。所以官員競趨苞苴，才被容接，都御史陳鎰、王文甚至都跪在門前俯首。王振姪千戶王山，為錦衣衛指揮同知世襲，隨後命侍經筵。

#### 正統八年
正統八年（1443年），雷震擊倒奉天殿鴟吻，英宗下詔求直言。當初，張太皇太后去世后，王振遂無忌憚，作大第於皇城，又作智化寺於居東。當時楊榮已先去世，楊士奇因其子楊稷事而堅持不出。只有楊溥一人在朝，年老勢孤。當時後繼者均委靡平庸之輩，大權均歸王振所持。翰林院試講劉球上言十事：“勤聖學以正心德，親政務以總乾綱，別賢否以清正士，選禮臣以隆祀典，嚴考核以篤吏治，慎刑罰以彰憲典，罷營作以蘇民勞，定法守以杜下移，息兵威以重民命，修武備以防外患。”
劉球此奏上朝，隨即下獄。當初王振就恨劉球阻擋麓川用兵。錦衣指揮彭德清從中獻讒激怒王振，於是王振欲置劉球死罪。當時編修董璘自陳願為太常寺卿，而劉球疏有「太常不可用道士，宜易儒臣」語，乃逮董璘及劉球一同下獄。王振命錦衣衛指揮馬順設計殺死劉球。一夜五更，馬順獨自帶領一校尉，推入獄門中，劉球與董璘同臥，小校上前抓住劉球，劉球知死不免，大呼曰：「我死後也要向太祖、太宗去訴告！」校尉持刀割斷劉球頸部，流血覆蓋整個軀體，他仍屹立不動。馬順舉腳推到他，說：「如此無禮！」遂支解了劉球，用蒲草覆蓋，在錦衣衛後地隙地里埋藏。董璘在一旁藏匿劉球的血裙。之後董璘得釋后，密歸劉球家，其家人方才得知劉球已死。劉球子劉釪、劉鉞求屍，僅得一臂，只能以血裙葬。
此後，王振誣陷大理寺少卿薛瑄下錦衣獄，誣陷其為死罪。薛瑄素來不被王振屈服，汪涵十分氣憤。當時有武吏病死，其妾有色，王振姪王山欲奪走，妻持不可，妾於是誣告妻毒其夫。都御史王文究問，其妻已誣服。薛瑄辨別其為冤情，屢次反駁并歸還其回家。王文於是向王振進讒，慫恿御史彈劾薛瑄受賄。廷鞫后，竟判薛瑄死罪下獄。薛瑄卻怡然而說：「辨冤獲咎，死何愧焉？」并在獄讀《周易》以自娛。當初，薛瑄既論死，其子薛淳等三人請一人代死，二人戍邊，贖父罪。沒有得到批准。將要執行時，王振老僕跪下哭泣，王振問之，曰：「薛少卿不免，是以泣。」王振問原因，其說是同鄉，并講述其平生。王振稍微寬恕。恰逢兵部侍郎王偉申救，得以免死，除名放歸田里。
南京國子監祭酒陳敬宗考績至京，王振素仰慕其名，欲招入門下。當時巡撫周忱也在京師謁見王振，知周忱與陳敬宗同年，王振就表達此意。周忱告訴陳敬宗后，陳敬宗說：“為人師表卻求謁見中官，可以么？”周忱於是對王振稱：“陳祭酒善書法。以求書為名，先之禮幣，彼將謁謝矣。” 王振贊同，於是遺金綺求書程子《四箴》。陳敬宗為王振寫下書法，但歸還其金錢，此後竟不再往來。陳敬宗遂在祭酒一職上十八年不曾升遷。
同年八月，王振枷北京國子監祭酒李時勉於國子監門，之後釋放。王振曾經在國子監宣旨，而恨李時勉無加禮。當時彝倫堂有古樹，為過去許衡所植。當時李時勉嫌棄其陰翳，妨諸生班列，稍命伐其旁枝。王振誣陷其伐官木，私為家用。此後王振逮捕并施枷刑。監生石大用乞求以身代刑，號哭奔走皇宮闕下。上疏求解者多達數千人。恰逢會昌伯孫繼宗對孫太后談起，太后告訴明英宗，才知這是王振所為，命立即釋放。

#### 正統九年
正統九年（1444年）七月，駙馬都尉石璟辱駡家閹呂寶，太監王振惡之，下錦衣獄。
十月，下監察御史李儼入錦衣獄。當時李儼監收光祿寺祭物，值太監王振而不跪，遂得罪，戍鐵嶺衛。

#### 正統十年
正統十年（1445年）正月，錦衣衛卒王永陰向通逵揭王振罪，匿其名。邏校緝得此書，詔即於市行磔刑，不覆奏。
同年七月，霸州知州張需下錦衣獄。張需善字民，順天府丞王鐸曾經旌異他。當時有牧馬官擾民，需置於法。牧馬官以辱駡太監王振，遂被逮，棰楚幾乎死去，謫為戍邊。

#### 正統十一年
正統十一年（1446年）正月，賜司禮太監王振白金、寶楮、綵幣諸物，王振姪王林為錦衣衛指揮僉事。
同年三月，降巡撫山西、河南兵部侍郎于謙為大理寺左少卿，仍任巡撫。于謙擔任山西河南巡撫十餘年，因懼盈滿，舉薦參政孫原貞、王來代替自己。當時王振方用事，于謙每次進入京師彙報，未曾持一物交給王振。而且又有御史有姓名類似謙者經常忤逆王振，王振以為就是他，於是慫恿言官彈劾，罷為大理寺少卿。此後河南、山西兩省百姓赴闕乞留，而皇親貴族亦上奏于謙不能離開，於是才恢復命其擔任巡撫。

#### 正統十三年
正統十三年（1448年）二月，修大興隆寺。寺初名為慶壽寺，在禁城以西，金章宗時建。太監王振言其敝，命役軍民修，費用數萬，壯麗甲於京都。英宗隨後亦參觀。

### 結束
正統十四年七月，蒙古瓦刺也先大舉進攻，王振慫恿明英宗御駕親征。同年八月，明軍在土木堡被圍，明英宗被俘，史稱土木之變。護衛將軍樊忠在亂軍中用棰捶死王振，稱：「吾為天下誅此賊！」
之後，朝廷大臣紛紛請求族誅王振。王振的黨羽馬順及王、毛二侍一時在廷議中被群臣擊死。都御史陳鎰奉郕王朱祁鈺令旨籍其家，並振侄子王山臠於市，族屬不管少長，全部斬首。王振家當京城內外，凡數處，重堂邃閣，擬於宸居，器服綺麗，尚方不逮，玉盤百面，珊瑚高六七尺者二十餘株，金銀六十餘庫，幣帛珠寶不計其數。

## 後事
天順元年五月，明英宗發動奪門之變復辟。明英宗思念王振，詔復振官，刻木為王振形，招魂葬之。祀于智化寺，賜額曰「旌忠」。